# Приходы и церкви Подольской епархии
«Прихо́ды и це́ркви Подо́льской епа́рхии» (укр. «Парафії та церкви Подільської єпархії») — книга, в якій зібрано всі найголовніші географічні, історичні, етнографічні відомості про всі поселення Поділля (у межах Подільської губернії Російської імперії).
Уперше видано 1901 року в Кам'янці-Подільському. Праця вийшла під редакцією священика Юхима Сіцінського як дев'ятий випуск «Трудов Подольского епархиального историко-статистического комитета».
2009 року перевидано в Білій Церкві як третю книгу серії «Бібліотека української краєзнавчої класики». Видання приурочено до 150-ліття від дня народження Юхима Сіцінського. Вступне слово «Є. Й. Сіцінський — дослідник української історії та культури (замість передмови)» написав кандидат історичних наук Анатолій Трембіцький.